# Арсеній (Желиборський)
Арсеній Желиборський гербу Сас (також Желіборський; у світі Андрій Желиборський; 1618 — 18 вересня 1662 / 1663) — український церковний діяч, видавець, автор повчань. Архієрей Константинопольської православної церкви, єпископ Галицький, Львівський і Кам'янець-Подільський з 1641 до 1663 року після Єремії (Тиссаровського). Представник руського шляхетського роду Желиборських.

## Життєпис
Народився в 1618 році. Отримав добру освіту. Перебував при дворі короля Владислава IV в свиті надвірного маршалка Адама Казановського.
Після смерті Єремії ставропігійське духівництво та шляхта побоювались, що львівський латинський архієпископ може вплинути на вибори нового єпископа. Тому одразу ж після похорон новим єпископом одноголосно обрали Андрія Желіборського. Однак, Петро Могила відмовився визнати ці вибори, оскільки вони відбулись без його відома й не в столиці єпископії. Він призначив нові вибори, які відбулися 5 квітня 1641 року у Львові в Собор святого Юра. Желіборського обрали першим кандидатом, а другим — Данила Балабана. Їх подали королю та митрополиту, які затвердили першого з них.
Як королівський посол брав участь у перемовинах з Богданом Хмельницьким 1648 року, з Іваном Виговським у Гадячі 1658 року. Сприяв діяльності друкарні у Львові (з 1644 року). За показами полоненого шляхтою на початку повстання Хмельницького козацького посланця Яреми Кончевича, владика допомагав повстанцям купувати зброю, порох, набої. Підтвердив статут церковного братства, яке діяло при церкві святого Миколая на Адамівці (нині в межах Бережан).

## Зауваги
1. ↑  Маврицій Мацішевський у своїй монографії вказав його прізвище як Żelibowski → див.:  Maciszewski M. Brzeżany w czasach Rzeczypospolitej Polskiej. — Brody, 1910. — S. 117. (пол.)
2. ↑  Автор статті вказав його прізвище як Жилібовський → див.: Тихий Б. Церква святого Миколи на Адамівці // Пам'ятки України. — К., 2013. — спецвипуск № 2 (191) (лип.). — С. 40.